# Emertonella
Emertonella là một chi nhện trong họ Theridiidae.

## Các loài
Tính đến  tháng 5 năm 2020, chi này bao gồm 5 loài, được tìm thấy ở châu Á, Mexico, Hoa Kỳ, Papua New Guinea, và Argentina:
- Emertonella emertoni (Bryant, 1933) (Loài điển hình) – USA, Mexico
- Emertonella hainanica Barrion, Barrion-Dupo & Heong, 2013 – Trung Quốc
- Emertonella serrulata Gao & Li, 2014 – Trung Quốc
- Emertonella taczanowskii (Keyserling, 1886) – từ USA đến Argentina. Được giới thiệu đến Ấn Độ, Sri Lanka, Trung Quốc, Nhật Bản (đảo Ryukyu), New Guinea
- Emertonella trachypa Gao & Li, 2014 – Trung Quốc

Danh pháp đồng nghĩa:
- E. dentata  = Emertonella taczanowskii (Keyserling, 1886)
- E. floricola  = Emertonella taczanowskii (Keyserling, 1886)
- E. georgiana  = Emertonella emertoni (Bryant, 1933)
- E. nigripes  = Emertonella taczanowskii (Keyserling, 1886)
- E. rosascostai  = Emertonella taczanowskii (Keyserling, 1886)